# Guy Ritchie
Guy Stuart Ritchie (n. 10 septembrie 1968, Hatfield, Hertfordshire, Anglia, Regatul Unit) este un regizor, scenarist și producător englez. A regizat mai multe filme de succes, în câteva din ele în rolul principal fiind distribuit același actor, Jason Statham: Lock, Stock and Two Smoking Barrels (1998), Snatch (2000), Swept Away (2002), Revolver (2005), RocknRolla (2008), Sherlock Holmes (2009) și Sherlock Holmes: A Game of Shadows (2011). Între 2000 și 2008 a fost căsătorit cu cântăreața Madonna.

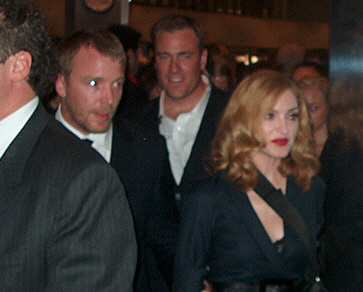
Guy (stânga) cu Madonna (dreapta)

## Filmografie
| An   | Titlu                             | Regizor | Scenarist | Producător | Notes                                                                                                |
| ---- | --------------------------------- | ------- | --------- | ---------- | --- |
| 1998 | Jocuri, poturi și focuri de armă  | Da      | Da        | Nu         | Și director de casting                                                                               |
| 2000 | Unde dai și unde crapă            | Da      | Da        | Nu         | |
| 2002 | Naufragiați                       | Da      | Da        | Nu         | Zmeura de Aur pentru cel mai prost regizor Nominalizare- Zmeura de Aur pentru cel mai prost scenariu |
| 2005 | Revolver                          | Da      | Da        | Nu         | |
| 2008 | RocknRolla                        | Da      | Da        | Da         | |
| 2009 | Sherlock Holmes                   | Da      | Nu        | Nu         | Nominalizare - Premiul Saturn pentru cel mai bun regizor                                             |
| 2011 | Sherlock Holmes: Jocul umbrelor   | Da      | Nu        | Nu         | |
| 2015 | Agentul de la U.N.C.L.E.          | Da      | Da        | Da         | |
| 2017 | King Arthur: Legenda sabiei       | Da      | Da        | Da         | |
| 2019 | Aladdin                           | Da      | Da        | Nu         | Nominalizare - Premiul Saturn pentru cel mai bun regizor                                             |
| 2019 | Gangsteri cu stil                 | Da      | Da        | Da         | |
| 2021 | Wrath of Man                      | Da      | Da        | Da         | |
| 2022 | Operation Fortune: Ruse de Guerre | Da      | Da        | Da         | |
| 2023 | Guy Ritchie's The Covenant        | Da      | Da        | Da         | |

Apariții Cameo
| An   | Titlu                       | Rol                      |
| ---- | --------------------------- | ------------------------ |
| 2000 | Snatch                      | Man Reading Newspaper    |
| 2008 | RocknRolla                  | Man riding bicycle       |
| 2017 | King Arthur: Legenda sabiei | Inn Owner                |
| 2019 | The Gentlemen               | Miramax Studio Executive |